# Borsigwerke (stacja metra)
Borsigwerke – stacja metra w Berlinie na linii U6, w dzielnicy Tegel, w okręgu administracyjnym Reinickendorf. Stacja została otwarta w 1958.